# Écija
Écija és un municipi de la província de Sevilla (Andalusia, Espanya) situat a la riba del riu Genil. Té 40.000 habitants. És coneguda com la Ciutat de les Onze Torres pels campanars barrocs que s'hi van construir al segle XVII i XVIII.

## Història
El seu nom originari fou Eiskadia i Astigi (ciutat del sol). Va passar a domini cartaginès durant la colonització dels Barca. Sota els romans va formar part de la província Ulterior o Bètica, i va ser cap d'un convent jurídic (amb 49 pobles entre els quals Iliberi després Granada, i Malaca, després Màlaga) i colònia amb el nom de Astigitana Colònia Augusta Firma. Algunes restes romanes (un palau i restes del circ) encara es conserven (al circ hi ha la plaça de braus). Fou seu d'un bisbe des del segle iii quan se suposa que va exercir el càrrec Crispí d'Écija; altres bisbes foren Gaudenci (segle VI), Pegasi i sant Fulgenci (segle VII) i Esteve, Teodulf, Daubart i Arludus (segle viii). De l'època visigoda se sap molt poca cosa: Fulgenci de Cartagena i la seva germana santa Florentina foren figures destacades i ella va fundar el monestir el primer monestir de verges del regne. Hermenegild es va refugiar a Astigi fugint de la persecució del seu pare; Florentina va morir el 714 i es diu que fou morta a mans dels àrabs quan es va refugiar amb les seves companyes a la ciutat (al lloc es va construir l'ermita mudèjar del Humilladero)
Fou ocupada sense resistència pels àrabs després de la batalla de Guadalete i s'anomenà Istija sent coneguda més tard com Medina Alcotón (Ciutat del cotó). Durant el regnat de l'emir omeia al-Hàkam I (796–822) fou el centre de la revolta dels seus oncles Sulayman i Abd-Al·lah, fills d'Abd-ar-Rahman I, en la qual el primer va arribar a atacar Còrdova, però va acabar derrotat, capturat i executat, mentre el segon va fugir a la cort de Carlemany. Al segle ix va donar suport al rebel muladí Umar ibn Hafsun; fou atacada per Abd-Al·lah ibn Muhàmmad ibn Abd-ar-Rahman (888–912) i després per Abd-ar-Rahman III (912–961); el darrer va enviar contra la ciutat al seu hàjib Badr, que la va conquerir i va destruir el pont del riu (més tard reconstruït per Almansor). Al segle X apareixen com a bisbes Martí i Servand.
A la caiguda del califat després del 1031 va estar sota domini dels jahwàrides de Còrdova i vers el 1043 va passar a mans dels Banu Birzal, emirs independents de Carmona, passant als abbadites de Sevilla amb aquest emirat vers 1067 (junt amb Osuna i Almodóvar del Río). El 1090 va passar als almoràvits.
El 1036 es va produir l'atac de Ferran III de Castella i Lleó a Còrdova i el rei de Múrcia i Granada al-Mutawàkkil ibn Hud va intentar oposar-se i es va dirigir amb les seves tropes cap a Écija però no va arribar a lliurar batalla i es va retirar cap a Almeria i Còrdova es va rendir (29 de juny de 1236). La ciutat tenia muralla (dos torres encara es conserven) i nou portes. El noble gallec Lorenzo Suárez de Figueroa, que havia entrat al servei d'Ibn Hud quan Ferran III va pujar al tron, per recuperar el favor del rei lleonès, va facilitar l'entrada dels cristians a Écija el 3 de maig de 1240. Només dues làpides es conserven del període musulmà.

## Personatges
- Cristóbal de Prada, beat
- Fernando Díaz, beat
- Alonso de Grajera, historiador
- Juan Bermudo, músic
- Andrés Florindo, historiador
- Martín de la Roa, jesuita, erudit
- Cristóbal Granado, escriptor franciscà (segle xvi)
- Pablo de Santa María, sant (segle xvi)
- Agustín de los Reyes, carmelita
- Tamariz i Joan de Santiago, jesuïtes que van viure com a sants
- Núñez Navarro, orador (segle XVII)
- Juan F. de Henestrosa, erudit
- Luis Vélez de Guevara, escriptor
- Marcos de Osto, arquebisbe de Nàpols
- Juan Ortga, militar al continent americà (segle xvi)
- Cristóbal de Moscoso, polític
- Rafael de Aguilar, fundador de Nueva Écija a les Filipines
- Pablo Vallejo, sacerdot

## Demografia
| 1996   | 1998   | 1999   | 2000   | 2001   | 2002   | 2003   | 2004   | 2005   | 2006   | 2007   |
| ------ | ------ | ------ | ------ | ------ | ------ | ------ | ------ | ------ | ------ | ------ |
| 37.292 | 37.113 | 37.565 | 37.652 | 37.777 | 37.900 | 38.083 | 38.472 | 38.911 | 39.295 | 45.526 |